# Zoë Straub
Zoë Straub, (nemška izgovarjava: [ˈzoːiː ˈʃtʁaʊp]), poklicno znana kot Zoë, avstrijska pevka, besedilopiska in igralka * 1. december 1996.

## Zgodnje življenje
Zoë Straub se je rodila na Dunaju staršema glasbenikoma, Christofu in Roumini Straub, 1. decembra 1996.  Leta 2007 je Straubova sodelovala na avstrijskem resničnostnem pevskem tekmovanju Kiddy Contest. 

## Kariera
Zoë je sodelovala na avstrijskem nacionalnem izboru za Pesem Evrovizije 2015, kjer je s pesmijo »Quel filou« zasedla tretje mesto. Pesem je napisala Zoë in njen oče Christof Straub.  Oktobra 2015 je izdala svoj debitantski album »Debut«. 
Dne 12. januarja 2016 je bila razglašena kot ena od udeleženk avstrijskega nacionalnega izbora za Pesem Evrovizije 2016 12. februarja 2016 je zmagovala in pridobila pravico zastopati Avstrijo na tekmovanju s pesmijo »Loin d'ici«.  Zoë je nastopila v prvem polfinalu kjer je zasedla 7. mesto in se je uvrstila v finale, kjer je zasedla skupno 13. mesto s 151 točkami.  Decembra 2017 je bilo objavljeno, da bo sodila na nacionalnem izboru San Marina za Pesem Evrovizije 2018.  Leta 2020 je nastopila v nemški Netflixovi filmu Isi & Ossi.

## Zasebno življenje
Zoë živi na Dunaju z možem Kasparjem Leuhusenom, ki ga je spoznala leta 2010, poročila sta se 3. avgusta 2022.   4. februarja 2020 se jima je rodil sin Viktor. 

## Diskografija

### Studijski album
| Naslov  | Podrobnosti                                                                                     | Najvišja uvrstitev na lestvici |
| Naslov  | Podrobnosti                                                                                     | AUT                            |
| ------- | ----------------------------------------------------------------------------------------------- | ------------------------------ |
| »Debut« | - Objavljeno: 23. oktobra 2015 - Založba: Global Rockstar Music - Formati: CD, digitalni prenos | 5                              |

### Pesmi
| »Quel filou«                                                                       | 2015 | 23 | —  | —  |
| »Je m'en fous«                                                                     | 2015 | —  | —  | —  |
| »Mon cœur a trop aimé«                                                             | 2015 | 12 | —  | —  |
| »Loin d'ici«                                                                       | 2016 | 13 | 99 | 66 |
| »La nuit des merveilles«                                                           | 2016 | —  | —  | —  |
| »Dangerous Affair«                                                                 | 2017 | —  | —  | —  |
| »C'est la vie«                                                                     | 2018 | —  | —  | —  |
| »C'est la vie (Remixes)«                                                           | 2019 | —  | —  | —  |
| »Amour fou«                                                                        | 2019 | —  | —  | —  |
| »Amour fou the Remixes«                                                            | 2020 | —  | —  | —  |
| »Tout Paris«                                                                       | 2020 | —  | —  | —  |
| »Nacht«                                                                            | 2021 | —  | —  | —  |
| »Tout Paris (Laibert Remix)«                                                       | 2021 | —  | —  | —  |
| »Rêverie«                                                                          | 2021 | —  | —  | —  |
| »Loin d'ici (Far from Here)«                                                       | 2022 | —  | —  | —  |
| »La Vie en Rosé«                                                                   | 2024 | —  | —  | —  |
| »—« označuje singel, ki se ni uvrstil na lestvico ali ni bil izdan na tem ozemlju. |      |    |    |    |

## Filmi
| Leto | Naslov                      | Vloga      | Opombe       |
| ---- | --------------------------- | ---------- | ------------ |
| 2020 | Isi & Ossi                  | Camilla    |              |
| 2020 | Habsburgs Coupled Daughters | Leopoldina | dokumentarec |
| 2021 | Der weiße Kobold            | Tara       |              |
| 2022 | Filip                       | Blanka     |              |